# Nigerianska pund

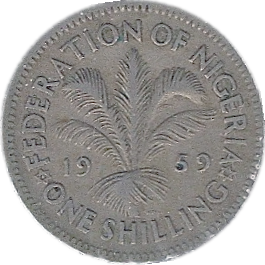
En nigeriansk shilling

Nigerianska pund (engelska: Nigerian pound) var Nigerias officiella valuta från 1907 till 1973. Dock var det först efter 1958 som landet gav ut sin egen valuta, innan dess var Nigeria-pundet endast den nigerianska varianten av det brittiska västafrikanska pundet.